# Palais des marquis de Fronteira
Le Palácio Fronteira (Palais Fronteira), est un édifice lisboète situé à Benfica et dont la construction a duré de 1671 à 1672. Initialement destiné à servir de pavillon de chasse à D. João de Mascarenhas, premier marquis de Fronteira, le bâtiment et ses jardins sont richement décorés, notamment par des azulejos, et constituent un exemple du style baroque portugais. Même si certains bâtiments élevés sont visibles de loin, le palais occupe un endroit discret en bordure du Parc forestier de Monsanto. Bien que le palais soit toujours occupé par le 12e marquis de Fronteira, certaines pièces, comme la bibliothèque, et les jardins, sont ouverts à la visite. 

## Description
La Salle des batailles (Sala das Batalhas) possède des panneaux représentant des scènes de la Guerre de Restauration, dont un met en scène D. João de Mascarenhas combattant un général espagnol. C'est sa fidélité à Pierre II de Portugal durant ce conflit qui lui valut le titre de marquis de Fronteira.
La Sala de Jantar est décorée avec des faïences hollandaises et des portraits de la noblesse portugaise.
La Sala de Juno ou Sala Imperio est décorée de fresques et de portraits de la noblesse par des artistes comme Domingos António de Sequeira.
La façade de la Chapelle, construite à la fin du XVIe siècle et rénovée au XVIIIe, est ornée d'un revêtement appelé embrechados, constitué de pierres, de coquillages, de morceaux de verre et de porcelaine. 

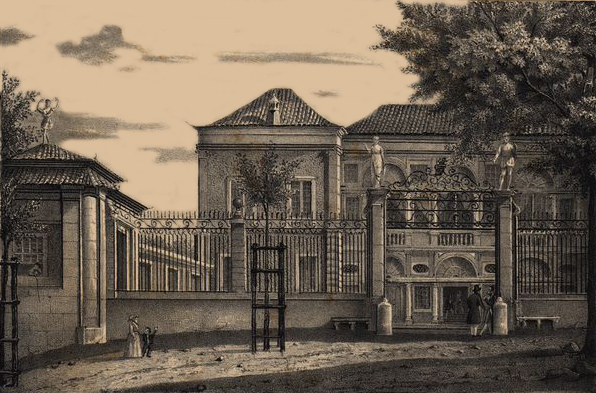
Le palais des Marquis de Fronteira, sur une illustration du XIXe siècle.

## Les jardins
Dans les jardins se trouvent des faïences représentant des coutumes champêtres relatives à chaque saison de l'année.

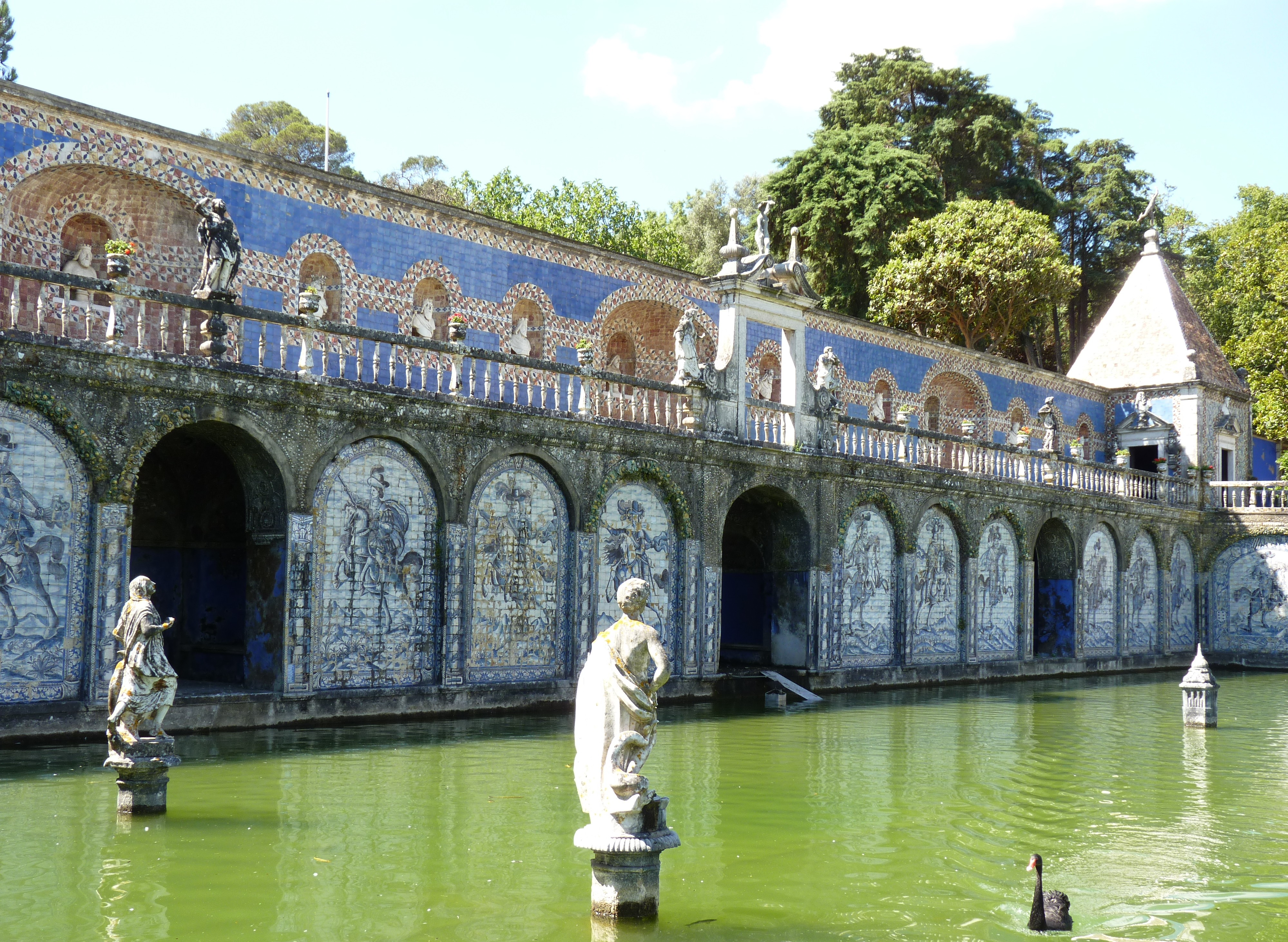
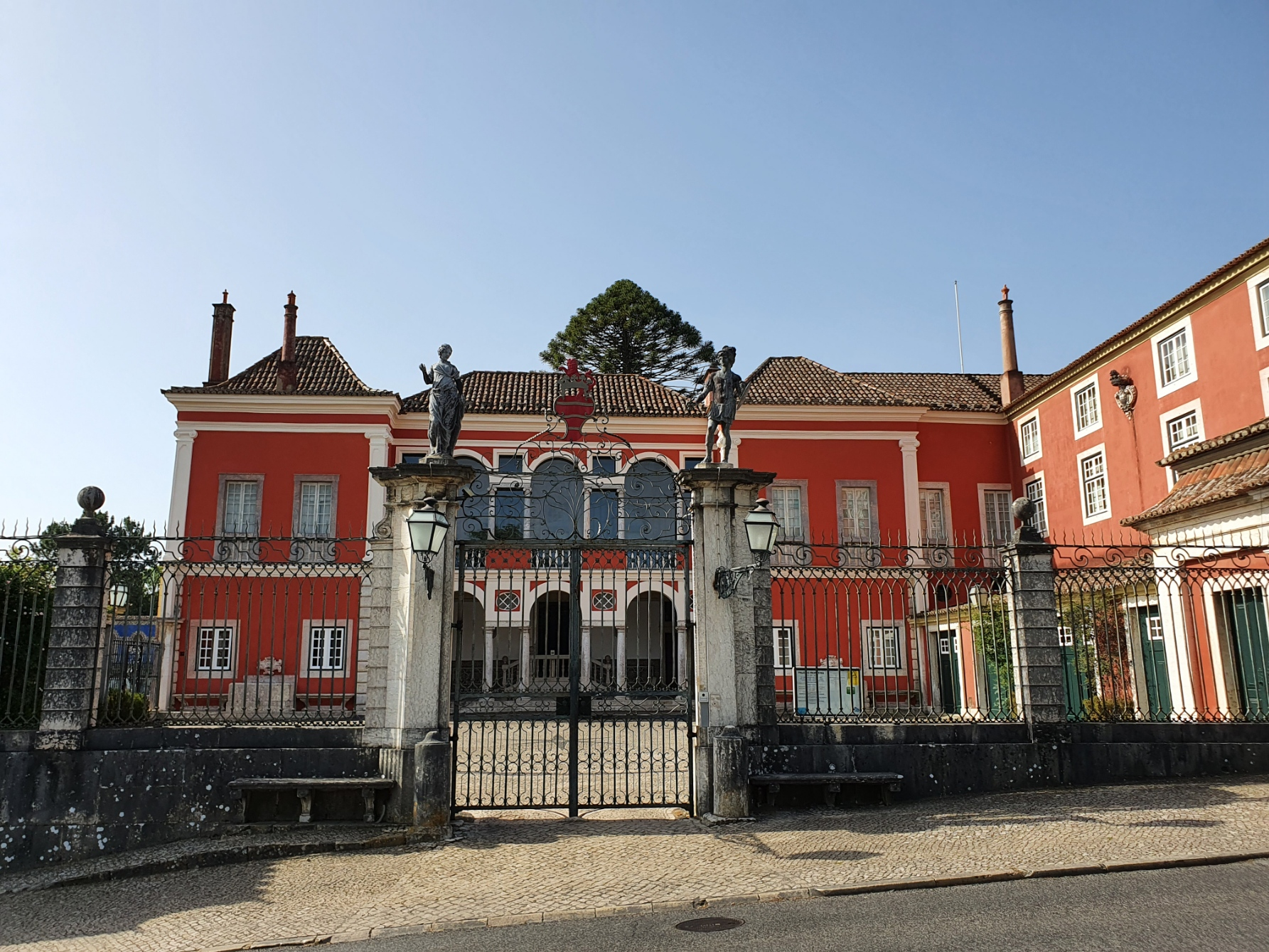
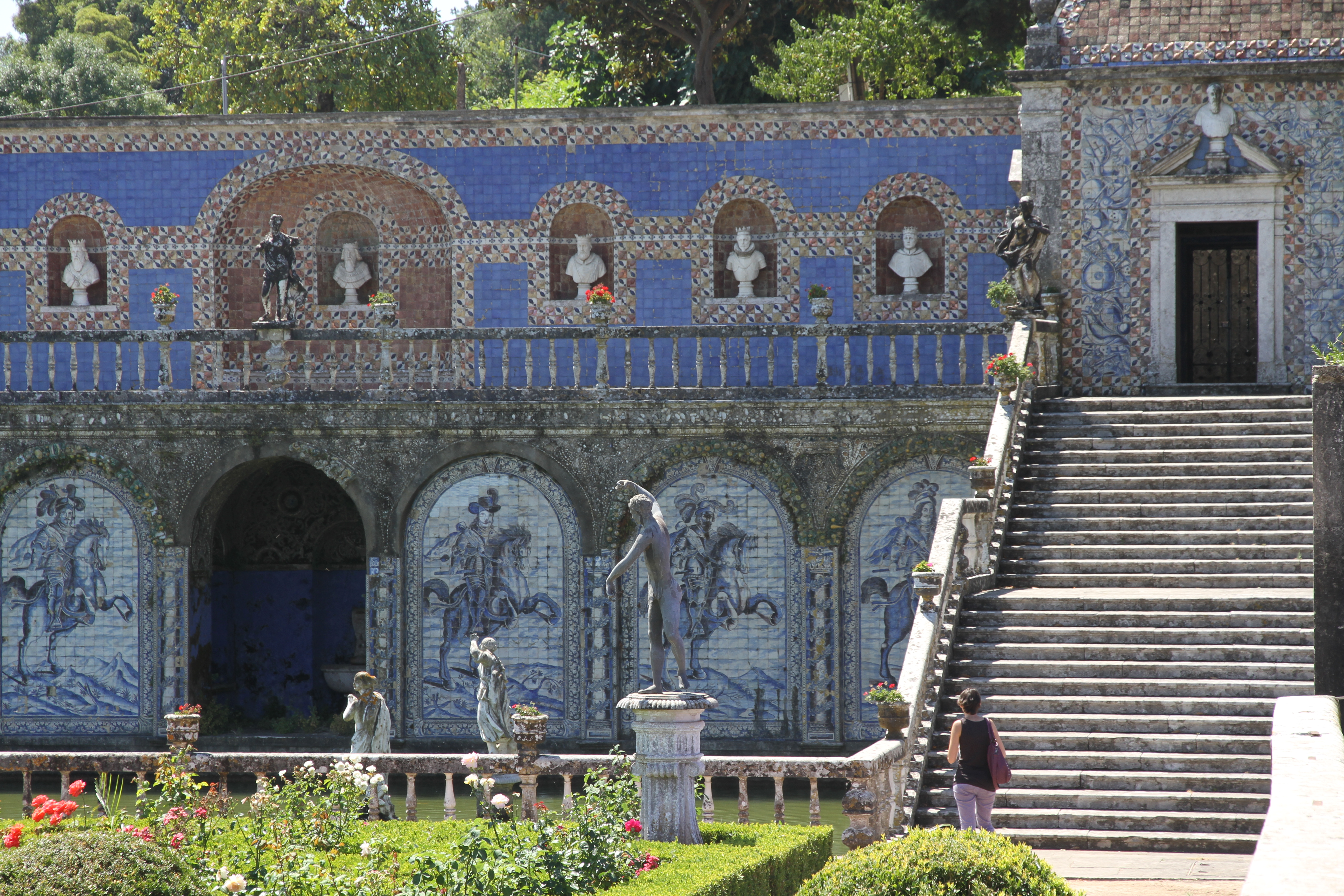
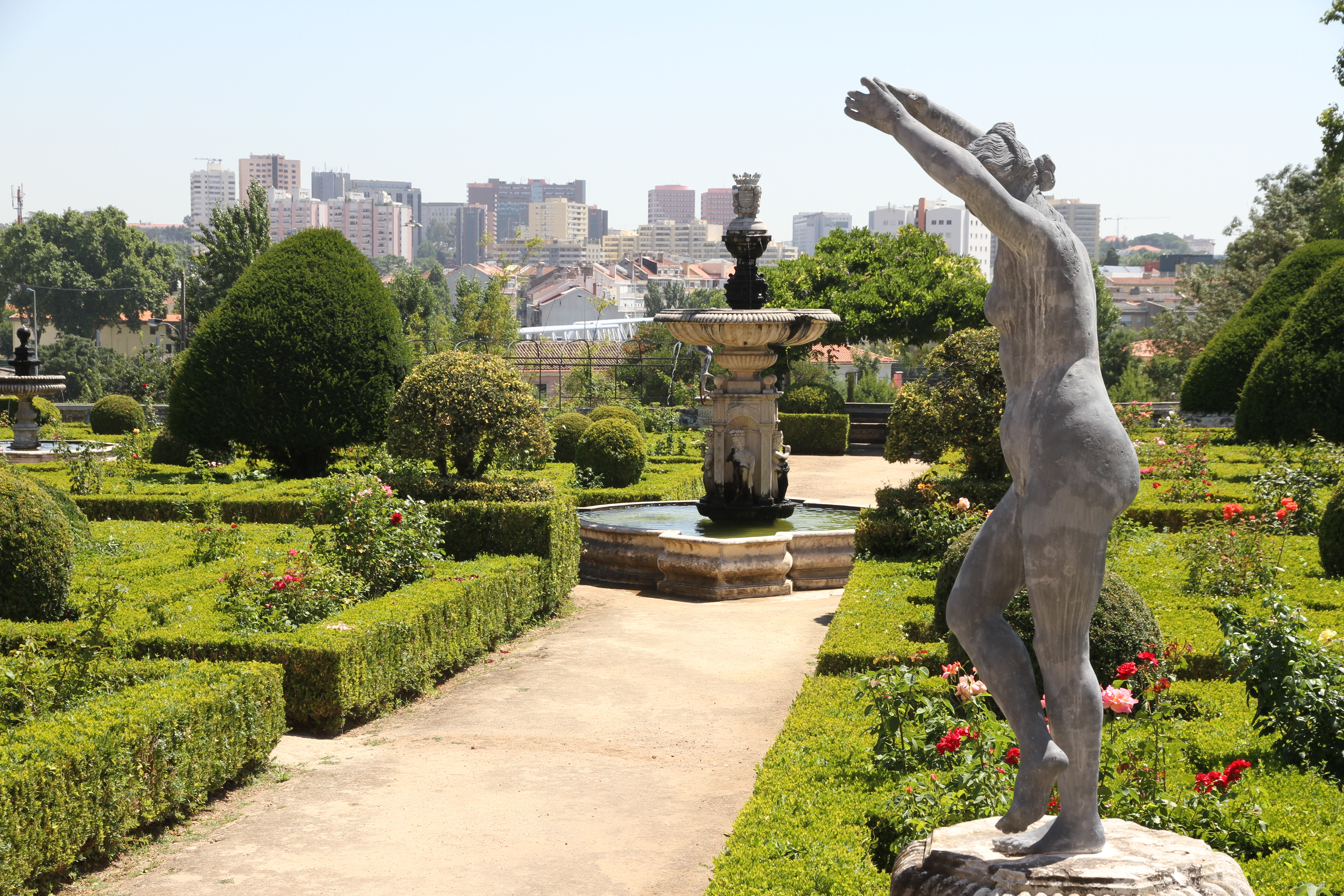